# Jarosław Nowakowski
Jarosław Nowakowski (ur. 1929 w Grodnie, zm. 10 maja 2024) – polski działacz państwowy, nauczyciel i inżynier chemik, w latach 1980–1988 przewodniczący Prezydium Wojewódzkiej Rady Narodowej w Płocku.

## Życiorys
Od 1930 do 1945 mieszkał w Suwałkach, następnie od 1945 w Sierpcu, gdzie ukończył szkołę średnią. Ukończył studia z inżynierii chemicznej w Wyższej Szkole Inżynierskiej w Bydgoszczy. Pracował początkowo w Centralnym Urzędzie Kinematografii i bydgoskich Zakładach Fototechnicznych. Od 1959 był nauczycielem w Zespole Szkół Zawodowych nr 1 w Sierpcu, w latach 1967–1984 pełnił funkcję dyrektora tej placówki. Za jego kadencji szkoła otrzymała nowy budynek (jako tzw. tysiąclatka) oraz imię José de San Martína. W 1984 przeszedł na emeryturę. Od 1972 do 1974 przewodniczył zarządowi powiatowemu Związku Nauczycielstwa Polskiego.
Członek Polskiej Zjednoczonej Partii Robotniczej. Zasiadał w Wojewódzkiej Radzie Narodowej w Płocku, w 1975 był w niej przewodniczącym Komisji Oświaty i Kultury, zaś w 1980 objął fotel przewodniczącego jej Prezydium. Zajmował to stanowisko przez dwie kadencje do 1988. W 1989 kandydował do Senatu w okręgu płockim, zajmując przedostatnie siódme miejsce.
Zmarł w wieku 95 lat. 18 maja 2024 pochowany na Cmentarzu Parafialnym w Sierpcu.

## Odznaczenia i wyróżnienia
Odznaczony m.in. Srebrnym i Złotym Krzyżem Zasługi oraz Krzyżem Kawalerskim i Oficerskim Orderu Odrodzenia Polski. Wyróżniony m.in. Złotą Odznaką ZNP i Medalem „Zasłużony dla Miasta Sierpca” (2009).